# VRカレシ
『VRカレシ』は、IVRより配信されていたiOS/Android用ゲームアプリ。サービス期間2021年6月24日 - 2022年6月30日。

## システム
本作は複数の男性キャラクターの中から一人を選択し、そのキャラクターのストーリーを通じて恋愛を楽しむ内容となっている。ストーリーはチャプターとエピソードで構成されており、告白などの重要なシーンなどはVRで表現される。
キャラクターメイキング機能が追加されており、体型などを細かく設定できる。
主人公はファッションコーディネーターという設定であり、ストーリー内では男性キャラクターにモデルとして協力してもらうこととなる。その衣装の中にはVRでのイベントを楽しめるものもあり、有料で手に入るものもある。

## 登場人物
穂波アキト
声 - 細谷佳正
主人公の幼なじみ。喫茶店「はるかぜ」を大切に思っている。
白川奏摩
声 - 森久保祥太郎
「はるかぜ」のマスターだが、経営についてはあまりやる気がない。異性からモテてはいるものの、本気の恋愛経験はない。
楠木ゆう
声 - 鈴木千尋
主人公の高校時代の後輩。高校時代に演劇部に所属しており、「はるかぜ」で働く傍ら俳優としても活動している。
山城洋介
声 - 平田広明
「はるかぜ」のマスター。明るいが若干だらしない。かつては救急医だったが、ある事情で辞職した。

## 開発
IVRはアダルトゲームブランド・ILLUSIONの一般向けブランドとして発足したのち、株式会社シスのVR開発事業部門となった。同ブランドはこれまで様々な企業に委託される形でVR作品を手がける中で、自社作品を作りたいという思いから、本作と『Vカツ』の開発を進めた。このうち、本作は、IVRの代表である持田規実彰が企画したものであり、開発は2017年頃からスタートした。
VRカレシという名称は2017年のイリュージョンのエイプリルフールにて初めて登場した。これに関連して、同日のIVRの公式アカウントには塩振りおじさんのパロディ画像が投稿された
エイプリルフールの反響が大きかったことから、商品化が決定した。
開発当初は9人程度の体制だったが、東京ゲームショウ2018（TGS2018）出展がきっかけでIVRへの応募をする者もおり、最終的には20人程度の体制に拡大した。また、開発当初は男性のスタッフがほとんどだったが、次第に女性のスタッフも増えていった。また、IVRにおいて女性向け作品の開発は本作が初めてであり、外部の女性ライターが本作のシナリオを手がけた。
『VRカノジョ』をはじめとする男性向け作品においては、露骨で直接的な表現が好まれた一方、本作においては、遠回しで思わせぶりな表現が多用され、じらされながら距離を縮めていく内容となった。
また、高性能で高価なPCよりも安価なスマートフォンの方が広く普及しているという点から、本作は同社史上初のスマートフォン用ソフトとして開発が進められた。TGS2018で出展されたバージョンは出展用に作られていたため、データ量が多く、熱くなった端末を交換する必要があった。
その反省から、TGS2019での出展に向け、スマートフォン向けアプリとして出せるようにするためのデータ量の削減が行われた。
VR作品である本作においては、背景美術やキャラクター、さらには小道具にいたるまでリアルに描写された。
たとえば、キャラクターの一人である楠木ゆうとの食事の場面に登場する料理は、温かい感じを出すために、実際のごはんをレンジで温めたものを3Dでキャプチャして取り込む作業が行われた。

### セッティング
本作のシナリオは、主人公が男性キャラクターと交流を深めながら、そのキャラクターの悩みを一緒に解決していく内容となっている。
プレイヤーの幼なじみである穂波アキトは、持田とアートディレクターの話し合いによってキャラクターが固められた。キャラクターの構築には時間がかかっており、東京ゲームショウ2018（TGS2018）開催の一週間に顔ができあがった。持田は2019年の4Gamer.netとのインタビューの中で、「今考えるとぞっとするスケジュールです（笑）。　でも時間をかけた分，神がかったものができたので，今の自信につながっています。」と振り返っており、アキトの反応についてやきもきするあまり、公式Twitterを立ち上げるのを忘れたとも話している。
カレシに会いに行くことで安心できる場所に帰ってくる感じをプレイヤーに味わって貰うため、各キャラクターは主人公と同居している設定であり、日々のログインによって発言が変化する仕組みが取られた。同様の理由で、キャラクターとのSNS上でのやりとりを疑似体験できる機能が追加された。
各キャラクターの声優は、男性にも人気のある男性声優が選ばれた。
声優がモーションアクターの演技を見ながら声をあて、それをグラフィッカーが微調整するという形でシーンの収録が行われた。

### 広報
2018年9月20日から9月23日に開かれた東京ゲームショウ2018にて出展された。この時のブースは、本作の舞台である喫茶はるかぜを模したものが用意されたほか、はるかぜの看板犬「ハルオ」のイラストが入ったハコスコが体験者に向けて配布された。